# 小西恭介
小西 恭介（こにし きょうすけ、1885年（明治18年）9月 - 没年不詳）は、台湾総督府官僚、朝鮮総督府官僚。弁護士。

## 経歴
京都府出身。1910年（明治43年）に東京帝国大学法科大学独法科を卒業し、高等文官試験に合格した。台湾総督府専売局事務官となり、1913年（大正12年）に欧米に出張した。帰国後、台湾総督府税関事務官・基隆支署長、民政部土木局庶務課長を歴任。1923年（大正12年）、朝鮮に渡って釜山府尹に転じ、さらに江原道内務部長、鉄道局参事を歴任した。1929年（昭和4年）に退官したが、1934年（昭和9年）に朝鮮総督府嘱託となり、在外朝鮮人の保護事務を担当した。
また弁護士を開業し、釜山製氷冷蔵株式会社常任取締役、満洲生活必需品株式会社釜山事務所長、満州国消費組合専務理事を務めた。